# سيث مانديل
سيث مانديل (بالإنجليزية: Seth Mandel)‏ هو صحفي أمريكي، ولد في 1982.